# Сан-Прокопио
Сан-Прокопио (итал. San Procopio) — коммуна в Италии, располагается в регионе Калабрия, в провинции Реджо-Калабрия.
Население составляет 575 человек (2008 г.), плотность населения составляет 58 чел./км². Занимает площадь 10 км². Почтовый индекс — 89020. Телефонный код — 0966.
Покровителем коммуны почитается святой Прокопий, празднование 8 июля.

## Демография
Динамика населения:

## Администрация коммуны
- Официальный сайт: http://sanprocopio.asmenet.it